# Edifici de la Caixa d'Estalvis de Vilanova
L'Edifici de la Caixa d'Estalvis de Vilanova és un edifici catalogat com a monument del municipi de Vilanova i la Geltrú (Garraf) protegit com a bé cultural d'interès local.

## Descripció
Edifici entre mitgeres, de planta rectangular, amb planta baixa i dos pisos sota coberta plana de la que sobresurten una torratxa central i una petita golfa. La façana, de composició simètrica, presenta a la planta baixa una porta central d'accés amb arc escarser i la data de 1866 i dues finestres de la mateixa tipologia. Al primer pis hi ha una balconada de tres obertures i barana sinuosa de ferro forjat. La peanya té mènsules de suport de ferro i entramat metàl·lic amb rajola. Al segon pis hi ha tres balcons similars als del pis inferior però més senzills. L'edifici és coronat amb una barana llisa amb esgrafiats que simulen una balustrada. Són remarcables també els esgrafiats que decoren els murs exteriors del primer pis, que representen al·legories del treball i de la família.

## Història
L'any 1865 el propietari, Bonaventura Sans, va fer la sol·licitud e permís d'obres segons projecte del mestre d'obres Josep Fabrés. L'edifici, plantejat inicialment com a habitatge unifamiliar, ha experimentat al llarg dels anys adaptacions a diferents usos. Així, el 1907 s'hi instal·là la Caixa d'Estalvis de Vilanova i el 1919 l'arquitecte J. F. Ràfols projectà la reforma de la façana, amb esgrafiats de Francesc Domingo.